# (11793) Chujkovia
(11793) Chujkovia (1978 TH7) – planetoida z grupy pasa głównego asteroid okrążająca Słońce w ciągu 5,3 lat w średniej odległości 3,04 j.a. Odkryta 2 października 1978 roku.